# Kreet Paloh
Kreet Paloh is een bestuurslaag in het regentschap Pidie van de provincie Atjeh, Indonesië. Kreet Paloh telt 206 inwoners (volkstelling 2010).